# Christopher Ward (horloger)
Pour les articles homonymes, voir Christopher Ward.
Christopher Ward (Londres), fondée par Christopher Ward, Mike France et Peter Ellis en 2004, est une entreprise horlogère britannique. Il s’agissait du premier détaillant de montres de luxe exclusivement en ligne vendant des montres directement au consommateur.
Les montres Christopher Ward sont conçues en Angleterre et fabriquées en Suisse.
En 2015, le Sunday Times a classé Christopher Ward au 77e rang du classement SME Export Track 100;  la seule entreprise horlogère de la liste.
Christopher Ward a été fondé par Christopher Ward, Mike France et Peter Ellis à bord d'un bateau sur la Tamise en 2004.
Christopher Ward a lancé sa première montre en 2005. En décembre de la même année, d'influents blogueurs horlogers écrivaient davantage à propos de Christopher Ward qu'à propos de Rolex sur le site TimeZone.
La société a été annoncée comme partenaire de chronométrage officiel de l'équipe de record de vitesse Bluebird en 2012.
Pour le 10e anniversaire de l'entreprise en 2014, elle a fusionné avec les partenaires industriels suisses Synergies Horlogères SA pour créer Christopher Ward London Holdings. Cela a abouti au lancement du premier mouvement maison de Christopher Ward, le calibre SH21, en juillet de la même année.Conçue et dessinée pendant quatre ans par l'horloger maison, Johannes Jahnke, la SH21 est entièrement fabriquée en Suisse. Cette version a été considérée comme « probablement le développement le plus important réalisé par une marque horlogère britannique au cours des 50 dernières années ».
Christopher Ward Londres était la seule entreprise horlogère à figurer dans le Sunday Times SME Export Track 100, au 77e rang en 2015 .
En janvier 2020, il a été annoncé que Christopher Ward avait quitté la marque. Il a ensuite été annoncé comme directeur de TRIBUS, une nouvelle marque horlogère qu'il avait fondée aux côtés de ses trois fils, Jonathon, James et Jake. TRIBUS a cessé ses activités et a déposé son bilan à l'été 2022.

## Modèle d'affaires
Depuis son lancement en 2004, la société s'est imposée comme « la première marque de montres de luxe exclusivement en ligne au monde ». Christopher Ward a éliminé les détaillants en vendant directement aux consommateurs. En raison des économies réalisées sur les coûts traditionnels de marketing et de distribution, les montres Christopher Ward sont vendues avec des marges plus faibles pour un prix plus transparent selon l'entreprise. La marque allie qualité technique et valeur.
En plus d'utiliser Internet pour les ventes, Christopher Ward traite les demandes de service client via un formulaire en ligne. Une fois les exigences d'intervention déterminées, la montre est envoyée aux techniciens de Christopher Ward.
L'un des facteurs de différenciation de Christopher Ward est leur « garantie 60|60 ». Ce plan comprend un retour gratuit de 60 jours et une garantie de mouvement de 60 mois sur les montres achetées sur leur site.
Au cours de l'exercice clos le 31 mars 2020, la société a annoncé une croissance de 19 % de son chiffre d'affaires pour atteindre environ 10 millions de livres sterling, avec une production annuelle d'environ 20 000 montres. Pour l'année 2020, la société a déclaré un chiffre d'affaires « d'environ 15 millions de livres sterling », soit une augmentation de 30 % par rapport à l'année précédente.
Les montres Christopher Ward sont uniquement disponibles en ligne, par téléphone et dans le showroom de la société à Maidenhead, Berkshire. Un showroom à Nashua, New Hampshire (États-Unis) a été fermé en mars 2016.

## Le programme CW Challenger
Bien que Christopher Ward ne sponsorise pas d'équipes sportives, la société a mis en place le programme Christopher Ward Challenger pour soutenir les jeunes talents au potentiel de classe mondiale.
Le programme a débuté lorsqu'une équipe de récents diplômés a demandé de l'aide pour réaliser son projet d'escalader un nouveau sommet au Tadjikistan. Le sommet porte le nom de l'entreprise et est maintenant connu sous le nom de Mount Christopher Ward.
Depuis, le programme Challenger a été élargi et comprend désormais : Amber Hill, la plus jeune et la plus performante des Britanniques en tir au skeet féminin, championne d'Europe 2015; Sam Brearey, navigateur britannique et champion du monde de classe Fireball; Will Satch  rameur britannique médaillé de bronze aux jeux olympiques de Londres en 2012; Samantha Kinghorn, athlète paralympique dans la classe T35 et le cinéaste Chris Loizou.

## Allégations de contrefaçon
Le 16 septembre 2018, il a été annoncé que Jaguar poursuivrait Christopher Ward en justice pour violation présumée de la marque.